# سلانو
سلانو (به ایتالیایی: Sellano) یک کومونه در ایتالیا است که در استان پروجا واقع شده‌است.

## خصوصیات
سلانو ۸۵٫۷ کیلومترمربع مساحت و ۱٬۱۹۴ نفر جمعیت دارد و ۶۴۰ متر بالاتر از سطح دریا واقع شده‌است.